# Jaromír Vegr
Jaromír Vegr (24. prosince 1883 Mlýny – 3. července 1975 Praha) byl podplukovník československé armády, nositel československé medaile Za zásluhy, ministerský rada nejvyššího úřadu cennového a starší ekonom státního úřadu plánovacího v Praze.

## Biografie
Jaromír Vegr se narodil v jihočeské obci Mlýny a byl pokřtěn jako "Josef Oldřich", v roce 1949 však přijal křest Církve československe husitské.